# Irsee
Irsee är en köping (Markt) i Landkreis Ostallgäu i Regierungsbezirk Schwaben i förbundslandet Bayern i Tyskland.
Köpingen ingår i kommunalförbundet Pforzen tillsammans med kommunerna Pforzen och Rieden.